# Мартынов, Андрей Дмитриевич (1762)
Андрей Дмитриевич Мартынов (1762—1815) — генерал-лейтенант, наказной атаман Донского казачьего войска. Шурин другого наказного атамана, Матвея Платова.

## Жизнь и служба
Родился в 1762 году в станице Старочеркасской Области Войска Донского, сын войскового судьи генерал-лейтенанта Дмитрия Мартыновича Мартынова. 1 января 1770 года был записан на службу в казачий полк своего отца, 14 мая 1772 года был произведён в есаулы.
В 1787—1792 годах принимал участие в кампании с турками в должности командира казачьего полка своего имени, принимал участие в штурме Очакова и был награждён орденом св. Владимира 4-й степени с бантом, также он 26 сентября 1789 года получил чин полковника.
Продолжая службу в Донском казачьем войске Мартынов 26 ноября 1795 года был награждён орденом св. Георгия 4-й степени (№ 1209 по кавалерскому списку Григоровича — Степанова), в 1796 году был произведён в бригадиры, 27 января 1797 года получил чин генерал-майора и с 30 октября 1799 года по 1805 год находился в отставке (по другим данным вернулся на службу 15 января 1807 года). Участник подавления Есауловского бунта на Дону в 1792—1794 гг.

7 декабря 1805 года Мартынов вернулся на службу и был пожалован в генерал-лейтенанты (в «Словаре русских генералов» ошибочно указан 1798 год). В 1807 году он был назначен наказным атаманом Донского казачьего войска и на этой должности находился до конца 1808 года, когда был пожалован орденом св. Анны 1-й степени.
В начальный этап Отечественной войны 1812 года Мартынов находился на Дону и занимался подготовкой подкреплений для действующей против французов армии. По прибытии в Тарутинский лагерь во главе новосформированных донских казачьих полков Мартынов вошёл в подчинение к генералу от кавалерии М. И. Платову и командовал в его корпусе авангардным отрядом. Принимал участие во многих боях с французами, в том числе при Малоярославце, Вязьме, Красном, Борисове. В сражении при Молодечно он получил пулевую рану в правое плечо и был вынужден оставить армию.
25 марта 1813 года Мартынов был награждён орденом св. Георгия 3-й степени (№ 282 по кавалерским спискам)
В воздаяние отличнаго мужества и храбрости, оказанных в сражениях при преследовании французских войск от Малоярославца до Немана.
Также за отличия против французов Мартынов в 1813 году был награждён орденом св. Владимира 2-й степени, алмазными знаками к ордену св. Анны 1-й степени и золотой саблей с надписью «За храбрость».
Скончался 15 января 1815 года, из списков исключён 17 июня.